# Grand Prix-wegrace van San Marino 1984
De Grand Prix-wegrace van San Marino 1984 was de twaalfde en tevens laatste Grand Prix van het wereldkampioenschap wegrace in het seizoen 1984. De races werden verreden op 2 september 1984 op het Circuit Mugello in Scarperia e San Piero in de provincie Florence in Italië. In deze Grand Prix werd de wereldtitel in de 80cc-klasse beslist.

## Algemeen
Al maanden dreigden met name de 500cc-rijders met een boycot van de Grand Prix in Mugello, vanwege de matige voorzieningen en vooral omdat er steeds weer - tegen de reglementen van de FIM in - kaarten voor het rennerskwartier aan het publiek werden verkocht. Daardoor werd het rennerskwartier overspoeld met mensen die daar niets te zoeken hadden en was diefstal aan de orde van de dag. Begin augustus had de organisatie echter al gegarandeerd dat het dit jaar anders zou zijn en daarmee was de boycot van de baan. Tijdens de Grand Prix viel er geen onvertogen woord over de organisatie. Het was weliswaar druk in het rennerskwartier, maar dat lag aan het grote aantal deelnemers. Wel had men last van de hitte, waardoor er aanpassingen aan de motorfietsen werden gedaan: grotere of extra radiateurs en luchthappers op de schijfremmen. Er waren in Mugello slechts 20.000 toeschouwers. De openingsrace was de belangrijkste, want in de 80cc-klasse moest de beslissing van de wereldtitel nog vallen.

## 500cc-klasse

### De training
Raymond Roche was gedreven om een goed resultaat te zetten in de trainingen. Zéér gedreven, want nadat hij eerst een knokpartijtje met een baancommissaris had gehad omdat hij het circuit op wilde zonder controlekaart, had hij de volgende dag een handgemeen met een official. Ondanks of dankzij dit alles reed hij de snelste trainingstijd voor Randy Mamola, Eddie Lawson en Ron Haslam. Nu alle viercilinder Honda NSR 500's in Japan stonden moesten alle HRC-rijders met de driecilinder Honda NS 500 aan de start komen. Dat was waarschijnlijk ook de meer geschikte machine voor een bochtig circuit als Mugello. 

#### Trainingstijden
| Pos | Coureur            | Merk                 | Tijd    |
| --- | ------------------ | -------------------- | ------- |
| 1.  | Raymond Roche      | HRC-Honda            | 2"03'18 |
| 2.  | Randy Mamola       | HRC-Honda            | 2"03'69 |
| 3.  | Eddie Lawson       | Marlboro-Yamaha      | 2"03'72 |
| 4.  | Ron Haslam         | HRC-Honda            | 2"03'97 |
| 5.  | Didier de Radiguès | Chevallier-ELF-Honda | 2"04'49 |
| 6.  | Franco Uncini      | HB-Gallina-Suzuki    | 2"04'67 |
| 7.  | Takazumi Katayama  | HRC-Honda            | 2"04'82 |
| 8.  | Barry Sheene       | Heron-Harris-Suzuki  | 2"04'82 |
| 9.  | Leandro Becheroni  | Suzuki               | 2"05'23 |
| 10. | Hervé Moineau      | Cagiva               | 2"05'45 |

### De race
De 500cc-race werd uitgevochten door drie Honda-rijders: Raymond Roche, Ron Haslam en Randy Mamola. Haslam was de eerste die moest afhaken toen zijn voorrem slecht werd. Mamola verremde zich nog even toen hij probeerde Roche voor te blijven, maar wist weer snel aansluiting te krijgen. Roche op zijn beurt kreeg last van kramp in zijn arm en moest uiteindelijk de winst aan Mamola laten. Intussen reed wereldkampioen Eddie Lawson een wat gezapige race. Pas halverwege wist hij Didier de Radiguès in te halen en hij werd vierde. Lawson was zelf niet tevreden. Hij miste de concentratie en de motivatie om er een spannende race van te maken. 

#### Uitslag 500cc-klasse
| Pos | Coureur            | Merk                 | Ronden | Tijd      | Grid | Punten |
| --- | ------------------ | -------------------- | ------ | --------- | ---- | ------ |
| 1   | Randy Mamola       | HRC-Honda            | 24     | 49"56'63  | 2    | 15     |
| 2   | Raymond Roche      | HRC-Honda            | 24     | +1'19     | 1    | 12     |
| 3   | Ron Haslam         | HRC-Honda            | 24     | +8'39     | 4    | 10     |
| 4   | Eddie Lawson       | Marlboro-Yamaha      | 24     | +24'46    | 3    | 8      |
| 5   | Didier de Radiguès | Chevallier-ELF-Honda | 24     | +41'27    | 5    | 6      |
| 6   | Rob McElnea        | Heron-Suzuki         | 24     | +1"00'13  | 18   | 5      |
| 7   | Leandro Becheroni  | Suzuki               | 24     | +1"00'69  | 9    | 4      |
| 8   | Franco Uncini      | HB-Gallina-Suzuki    | 24     | +1"05'75  | 6    | 3      |
| 9   | Boet van Dulmen    | Bakker-Suzuki        | 24     | +1"29'51  | 16   | 2      |
| 10  | Armando Errico     | Suzuki               | 24     | +1"49'42  | 25   | 1      |
| 11  | Lorenzo Ghiselli   | Suzuki               | 24     | +1"50'62  | 24   |        |
| 12  | Fabio Biliotti     | Honda                | 24     | +1"50'63  | 21   |        |
| 13  | Eero Hyvärinen     | Suzuki               | 23     | +1 ronde  | 23   |        |
| 14  | Massimo Broccoli   | Honda                | 23     | +1 ronde  | 35   |        |
| 15  | Marco Gentile      | Yamaha               | 23     | +1 ronde  | 30   |        |
| 16  | Paolo Ferretti     | Suzuki               | 23     | +1 ronde  | 32   |        |
| 17  | Christoph Bürki    | Suzuki               | 23     | +1 ronde  | 29   |        |
| 18  | Alessandro Valesi  | Suzuki               | 23     | +1 ronde  | 36   |        |
| 19  | Gary Lingham       | Suzuki               | 23     | +1 ronde  | 38   |        |
| 20  | Steve Parrish      | Yamaha               | 23     | +1 ronde  | 34   |        |
| 21  | Keith Huewen       | Honda                | 22     | +2 ronden | 37   |        |

#### Niet gefinisht
| Coureur             | Merk                 | Ronden | Oorzaak | Grid |
| ------------------- | -------------------- | ------ | ------- | ---- |
| Gustav Reiner       | Honda                | 21     | Val     | 31   |
| Reinhold Roth       | Fath-Honda           | 16     |         | 12   |
| Christian Le Liard  | Chevallier-ELF-Honda | 12     |         | 22   |
| Marco Papa          | Honda                | 11     |         | 11   |
| Karl Truchsess      | Suzuki               | 10     |         | 20   |
| Barry Sheene        | Heron-Harris-Suzuki  | 9      | Motor   | 8    |
| Mile Pajic          | SNRT-Honda           | 8      | Val     | 33   |
| Virginio Ferrari    | Marlboro-Yamaha      | 4      | Banden? | 13   |
| Massimo Messere     | Suzuki               | 4      | Val     | 27   |
| Hervé Moineau       | Cagiva               | 3      | Val     | 10   |
| Wolfgang von Muralt | Suzuki               | 2      |         | 17   |
| Rob Punt            | Suzuki               | 2      | Val     | 26   |
| Takazumi Katayama   | HRC-Honda            | 1      | Motor   | 7    |

#### Niet gestart
| Coureur           | Merk              | Grid | Oorzaak         |
| ----------------- | ----------------- | ---- | --------------- |
| Wayne Gardner     | Honda             | 14   | Val in training |
| Pierre Bolle      | Cagiva            | 15   | Val in training |
| Klaus Klein       | Suzuki            | 19   | Val in training |
| Sergio Pellandini | HB-Gallina-Suzuki | 20   | Hersenschudding |

#### Niet gekwalificeerd
| Coureur          | Merk   |
| ---------------- | ------ |
| Louis-Luc Maisto | Honda  |
| Massimo Brutti   | Suzuki |
| Andreas Leuthe   | Yamaha |

#### Niet deelgenomen
| Coureur           | Merk      | Oorzaak        |
| ----------------- | --------- | -------------- |
| Freddie Spencer   | HRC-Honda | Blessure       |
| Marco Lucchinelli | Cagiva    | Breuk met team |
| Chris Guy         | Honda     | Gestopt        |

### Top tien eindstand 500cc-klasse
| Pos. | Coureur            | Merk                                            | Ptn. |
| ---- | ------------------ | ----------------------------------------------- | ---- |
| 1    | Eddie Lawson       | Marlboro-Yamaha                                 | 142  |
| 2    | Randy Mamola       | HRC-Honda                                       | 111  |
| 3    | Raymond Roche      | HRC-Honda / Honda                               | 99   |
| 4    | Freddie Spencer    | HRC-Honda                                       | 87   |
| 5    | Ron Haslam         | HRC-Honda                                       | 77   |
| 6    | Barry Sheene       | Heron-Harris-Suzuki                             | 34   |
| 7    | Wayne Gardner      | Honda / HRC-Honda                               | 33   |
| 8    | Boet van Dulmen    | Bakker-Suzuki                                   | 25   |
| 9    | Didier de Radiguès | Chevallier-ELF-Honda / Chevallier-ELF-HRC-Honda | 24   |
| 10   | Virginio Ferrari   | Marlboro-Yamaha                                 | 22   |

## 250cc-klasse

### De training
In de 250cc-klasse ging het alleen nog om de derde plaats in het wereldkampioenschap. De kanshebber Carlos Lavado reed de snelste trainingstijd, maar zijn concurrenten Toni Mang en Sito Pons stonden op de twaalfde en de twintigste startplaats. 

#### Trainingstijden
| Pos | Coureur             | Merk                     | Tijd    |
| --- | ------------------- | ------------------------ | ------- |
| 1.  | Carlos Lavado       | Venemotos-Yamaha         | 2"06'46 |
| 2.  | Manfred Herweh      | Bakker-Real-Rotax        | 2"06'99 |
| 3.  | Martin Wimmer       | Yamaha                   | 2"07'16 |
| 4.  | Christian Sarron    | Sonauto-Yamaha           | 2"07'37 |
| 5.  | Harald Eckl         | Yamaha                   | 2"07'71 |
| 6.  | Jean-François Baldé | Pernod                   | 2"07'74 |
| 7.  | Teruo Fukuda        | Yamaha                   | 2"07'86 |
| 8.  | Fausto Ricci        | Yamaha                   | 2"08'00 |
| 9.  | Jacques Cornu       | Bakker-Parisienne-Yamaha | 2"08'18 |
| 10. | Carlos Cardús       | JJ Cobas-Rotax           | 2"08'25 |

### De race
Opnieuw was de 250cc-race, die op het heetst van de dag werd verreden, de spannendste. Teruo Fukuda nam de leiding van een kopgroep met Carlos Lavado en Manfred Herweh, die bijna elke ronde van positie wisselde. Carlos Cardús reed een inhaalrace en voegde zich bij de groep, maar viel uit door een gebroken bougie. Twee ronden voor het einde kwamen Martin Wimmer en Harald Eckl, die constant snelle tijden reden, bij de kopgroep. Eckl verloor echter de controle en torpedeerde daarbij Fukuda, die bij zijn val een enkel brak. Herweh had inmiddels de leiding overgenomen en won voor Lavado en Jacques Cornu, die Wimmer vlak voor de finish nog gepasseerd was.

#### Uitslag 250cc-klasse
| Pos | Coureur             | Merk                     | Tijd      | Grid | Punten |
| --- | ------------------- | ------------------------ | --------- | ---- | ------ |
| 1   | Manfred Herweh      | Bakker-Real-Rotax        | 43"04'71  | 2    | 15     |
| 2   | Carlos Lavado       | Venemotos-Yamaha         | +0'18     | 1    | 12     |
| 3   | Jacques Cornu       | Bakker-Parisienne-Yamaha | +5'81     | 9    | 10     |
| 4   | Martin Wimmer       | Yamaha                   | +7'39     | 3    | 8      |
| 5   | Sito Pons           | JJ Cobas-Rotax           | +10'77    | 20   | 6      |
| 6   | Thierry Espié       | Chevallier-Yamaha        | +28'28    | 16   | 5      |
| 7   | Maurizio Vitali     | MBA                      | +32'32    | 19   | 4      |
| 8   | Toni Mang           | HB-Yamaha                | +32'77    | 12   | 3      |
| 9   | Donnie McLeod       | Yamaha                   | +33'04    | 27   | 2      |
| 10  | Loris Reggiani      | Kawasaki                 | +45'28    | 13   | 1      |
| 11  | Mario Rademeyer     | Yamaha                   | +48'28    | 18   |        |
| 12  | Iván Palazzese      | Venemotos-Yamaha         | +53'90    | 28   |        |
| 13  | Karl-Thomas Grässel | Fath-Yamaha              | +1"10'38  | 25   |        |
| 14  | Richard Hubin       | Yamaha                   | +1"14'82  | 14   |        |
| 15  | Patrick Fernandez   | Yamaha                   | +1"16'64  | 24   |        |
| 16  | Edwin Weibel        | Yamaha                   | +1"16'75  | 30   |        |
| 17  | Thierry Rapicault   | Yamaha                   | +1"41'18  | 36   |        |
| 18  | René Delaby         | Yamaha                   | +1"43'13  | 31   |        |
| 19  | Massimo Matteoni    | Yamaha                   | +1"53'61  | 32   |        |
| 20  | Bruno Lüscher       | Yamaha                   | +2 ronden | 35   |        |

#### Niet gefinisht
| Coureur                | Merk                    | Oorzaak     | Grid |
| ---------------------- | ----------------------- | ----------- | ---- |
| Fausto Ricci           | Yamaha                  |             | 8    |
| Wayne Rainey           | Roberts-Marlboro-Yamaha | Motor       | 11   |
| Christian Sarron       | Sonauto-Yamaha          | Koelsysteem | 4    |
| Teruo Fukuda           | Yamaha                  | Val         | 7    |
| Alan Carter            | Roberts-Marlboro-Yamaha | Val         | 17   |
| Stéphane Mertens       | Yamaha                  |             | 22   |
| Jean-François Baldé    | Pernod                  | Krukas      | 6    |
| Siegfried Minich       | Yamaha                  |             | 15   |
| Jean-Michel Mattioli   | Sonauto-Yamaha          | Vastloper   | 21   |
| Manfred Obinger        | Yamaha                  |             | 23   |
| Harald Eckl            | Yamaha                  | Val         | 5    |
| Roland Freymond        | Honda                   | Motor       | 26   |
| Davide Tardozzi        | Yamaha                  |             | 33   |
| Jacques Bolle          | Pernod                  | Motor       | 34   |
| Carlos Cardús          | JJ Cobas-Rotax          | Bougie      | 10   |
| Marcellino Lucchi      | Rotax                   |             | 37   |
| Eilert Lundstedt       | Yamaha                  |             | 38   |
| Jean-Louis Guignabodet | Yamaha                  |             | 29   |
| Gabriel Gabria         | Yamaha                  |             | 39   |
| Erich Klein            | Rotax                   |             | 40   |
| Donnie Robinson        | Yamaha                  |             | 41   |
| Jacky Onda             | Yamaha                  |             | 42   |
| Bengt Elgh             | MBA                     |             | 43   |
| Vincenzo Cascino       | Yamaha                  |             | 44   |
| Marino Neri            | Yamaha                  |             | 45   |

#### Niet deelgenomen
| Coureur    | Merk |
| ---------- | ---- |
| Guy Bertin | MBA  |

### Top tien eindstand 250cc-klasse
| Pos. | Coureur             | Merk                     | Ptn. |
| ---- | ------------------- | ------------------------ | ---- |
| 1    | Christian Sarron    | Sonauto-Yamaha           | 109  |
| 2    | Manfred Herweh      | Bakker-Real-Rotax        | 100  |
| 3    | Carlos Lavado       | Venemotos-Yamaha         | 77   |
| 4    | Sito Pons           | JJ Cobas-Rotax           | 66   |
| 5    | Toni Mang           | HB-Yamaha                | 61   |
| 6    | Jacques Cornu       | Bakker-Parisienne-Yamaha | 60   |
| 7    | Martin Wimmer       | Yamaha                   | 47   |
| 8    | Wayne Rainey        | Roberts-Marlboro-Yamaha  | 29   |
| 9    | Alan Carter         | Roberts-Marlboro-Yamaha  | 25   |
| 10   | Jean-François Baldé | Pernod                   | 25   |

## 125cc-klasse

### De training
Hoewel Ángel Nieto uit was op zijn 90e WK-zege, trainde hij zoals meestal niet als snelste. Er stonden zelfs drie MBA's voor de Garelli's, waarbij Maurizio Vitali voor zijn thuispubliek de snelste was. 

#### Trainingstijden
| Pos | Coureur            | Merk       | Tijd    |
| --- | ------------------ | ---------- | ------- |
| 1.  | Maurizio Vitali    | MBA        | 2"11'80 |
| 2.  | August Auinger     | Bartol-MBA | 2"12'07 |
| 3.  | Hans Müller        | MBA        | 2"12'72 |
| 4.  | Ángel Nieto        | Garelli    | 2"12'80 |
| 5.  | Eugenio Lazzarini  | Garelli    | 2"12'82 |
| 6.  | Fausto Gresini     | Garelli    | 2"13'16 |
| 7.  | Bruno Kneubühler   | MBA        | 2"13'45 |
| 8.  | Stefano Caracchi   | Garelli    | 2"13'56 |
| 9.  | Jean-Claude Selini | MBA        | 2"13'66 |
| 10. | Lucio Pietroniro   | MBA        | 2"14'12 |

### De race
Ángel Nieto had de Zweedse Grand Prix wegens "vermoeidheid" overgeslagen, maar in Italië was hij terug. Om het feest compleet te maken had Garelli een vierde machine geprepareerd voor Stefano Caracchi, die tot dat moment met een MBA-productieracer gereden had. Na de start, waarbij Fausto Gresini als snelste vertrok, vormde zich een groep met Ezio Gianola, Eugenio Lazzarini, Ángel Nieto, Maurizio Vitali en Stefano Caracchi. Hans Müller stopte al vroeg in de race, zoals beloofd aan dr. Costa. Die had hem ondanks een gebroken hand toestemming gegeven te starten omdat dit de laatste race van zijn carrière zou zijn. Al snel ging het gevecht om de leiding tussen Vitali en Nieto, waarbij Vitali meestal voorop reed. Nieto reed wel de snelste ronde, maar vijf ronden voor het einde viel hij hard. Zo won Vitali zijn thuisrace en haalde hij de enige overwinning voor een MBA van het seizoen binnen. Garelli-rijders Lazzarini en Gresini werden tweede en derde, op grote achterstand. Ook Lazzarini reed hier zijn laatste race. 

#### Uitslag 125cc-klasse
| Pos | Coureur               | Merk       | Tijd     | Grid | Punten |
| --- | --------------------- | ---------- | -------- | ---- | ------ |
| 1   | Maurizio Vitali       | MBA        | 39"38'55 | 1    | 15     |
| 2   | Eugenio Lazzarini     | Garelli    | +17'81   | 5    | 12     |
| 3   | Fausto Gresini        | Garelli    | +26'32   | 6    | 10     |
| 4   | August Auinger        | Bartol-MBA | +34'15   | 2    | 8      |
| 5   | Ezio Gianola          | MBA        | +44'23   | 12   | 6      |
| 6   | Domenico Brigaglia    | MBA        | +1"01'59 | 13   | 5      |
| 7   | Luca Cadalora         | MBA        | +1"02'03 | 11   | 4      |
| 8   | Olivier Liégeois      | MBA        | +1"21'45 | 14   | 3      |
| 9   | Johnny Wickström      | MBA        | +1"24'25 | 21   | 2      |
| 10  | Lucio Pietroniro      | MBA        | +1"32'73 | 10   | 1      |
| 11  | Anton Straver         | MBA        | +1"32'74 | 19   |        |
| 12  | Jacky Hutteau         | MBA        | +1"33'38 | 16   |        |
| 13  | Willy Pérez           | MBA        | +1"58'87 | 15   |        |
| 14  | Neil Robinson         | MBA        | +2"03'71 | 25   |        |
| 15  | Håkan Olsson          | MBA        | +2"04'77 | 27   |        |
| 16  | Willi Hupperich       | Seel       | +2"05'55 | 22   |        |
| 17  | Giuseppe Ascareggi    | MBA        | +2"05'84 | 23   |        |
| 18  | Peter Sommer          | MBA        | +2"06'11 | 31   |        |
| 19  | Jacques Grandjean     | MBA        | +2"06'47 | 30   |        |
| 20  | Erich Klein           | MBA        | +2"06'99 | 28   |        |
| 21  | Janos Pintar          | MBA        | +1 ronde | 32   |        |
| 22  | Andreas Sanches-Marin | MBA        | +1 ronde | 38   |        |
| 23  | Jussi Hautanimi       | MBA        | +1 ronde | 33   |        |
| 24  | Mike Leitner          | MBA        | +1 ronde | 24   |        |
| 25  | Beat Sidler           | MBA        | +1 ronde | 29   |        |
| 26  | Alois Pavlic          | MBA        | +1 ronde | 37   |        |

#### Niet gefinisht
| Coureur             | Merk    | Oorzaak | Grid |
| ------------------- | ------- | ------- | ---- |
| Hans Müller         | MBA     | Opgave  | 3    |
| Jean-Claude Selini  | MBA     |         | 9    |
| Pierfrancesco Chili | MBA     |         | 17   |
| Ángel Nieto         | Garelli | Val     | 4    |
| Stefano Caracchi    | Garelli | Motor   | 8    |
| Gerhard Waibel      | MBA     |         | 20   |
| Bruno Kneubühler    | MBA     |         | 7    |
| Hubert Abold        | MBA     |         | 34   |
| Fabio Meozzi        | MBA     |         | 18   |
| Henk van Kessel     | MBA     | Motor   | 26   |

#### Niet deelgenomen
| Coureur                | Merk | Grid |
| ---------------------- | ---- | ---- |
| Thomas Möller-Pedersen | MBA  | 35   |
| Helmut Lichtenberg     | MBA  | 36   |

### Top tien eindstand 125cc-klasse
| Pos. | Coureur            | Merk          | Ptn. |
| ---- | ------------------ | ------------- | ---- |
| 1    | Ángel Nieto        | Garelli       | 90   |
| 2    | Eugenio Lazzarini  | Garelli       | 78   |
| 3    | Fausto Gresini     | MBA / Garelli | 51   |
| 4    | Maurizio Vitali    | MBA           | 45   |
| 5    | August Auinger     | Bartol-MBA    | 41   |
| 6    | Jean-Claude Selini | MBA           | 33   |
| 7    | Stefano Caracchi   | MBA / Garelli | 29   |
| 8    | Luca Cadalora      | MBA           | 27   |
| 9    | Hans Müller        | MBA           | 27   |
| 10   | Bruno Kneubühler   | MBA           | 27   |

## 80cc-klasse
Stand van zaken in het wereldkampioenschap na de vorige Grand Prix: Stefan Dörflinger leidde het kampioenschap met 76 punten, 11 meer dan zijn teamgenoot Hubert Abold en 13 meer dan Pier Paolo Bianchi. Dörflinger had aan de zevende plaats genoeg als Abold zou winnen. Als Bianchi zou winnen had hij aan de negende plaats genoeg om wereldkampioen te worden. 

### De training
Al tijdens de trainingen bleek dat er geen serieuze aanval van het HuVo-Casal-team zou komen. Fabrieksrijder Pier Paolo Bianchi reed slechts de vijfde tijd, 2½ seconde langzamer dan Stefan Dörflinger. De beste tijd voor een HuVo werd zelfs gezet door privérijder Hans Spaan, die zich als tweede kwalificeerde. Bovendien voelde Gerhard Waibel zich erg sterk nu Seel wat extra vermogen had gevonden en voor de gelegenheid Hans Müller van een Seel-racer had voorzien. 

#### Trainingstijden
| Pos | Coureur            | Merk                | Tijd    |
| --- | ------------------ | ------------------- | ------- |
| 1.  | Stefan Dörflinger  | Krauser-LCR-Zündapp | 2"17'51 |
| 2.  | Hans Spaan         | HuVo-Casal          | 2"18'98 |
| 3.  | Gerhard Waibel     | Seel                | 2"19'12 |
| 4.  | Jorge Martínez     | Derbi               | 2"19'71 |
| 5.  | Pier Paolo Bianchi | HuVo-Casal          | 2"20'25 |
| 6.  | Hubert Abold       | Krauser-LCR-Zündapp | 2"21'16 |
| 7.  | Rainer Kunz        | FKN                 | 2"22'03 |
| 8.  | Serge Julin        | HuVo-Casal          | 2"22'45 |
| 9.  | Theo Timmer        | HuVo-Casal          | 2"22'73 |
| 10. | Paul Rimmelzwaan   | Harmsen             | 2"22'81 |

### De race
Al snel na de start vonden Stefan Dörflinger en Gerhard Waibel elkaar, terwijl de achtervolgende groep bestond uit Hans Spaan, Jorge Martínez en Theo Timmer. In de vijfde ronde nam Waibel de leiding en Dörflinger begon steeds verder terug te vallen. Zijn temperatuurmeter stond door een kleine waterlekkage al op 100°C en hij ging langzamer rijden om in elk geval de finish te halen. Zijn grote angst was dat Pier Paolo Bianchi zou winnen, maar die speelde in de race door een verkeerde bandenkeuze geen enkele rol. Hij werd slechts zesde. Hans Spaan gleed van de baan en moest opgeven. Waibel won de race voor Martínez en Hubert Abold, maar de vijfde plaats was voor Dörflinger ruim voldoende om voor de derde keer achter elkaar wereldkampioen in de lichtste klasse te worden.  

#### Uitslag 80cc-klasse
| Pos | Coureur            | Merk                | Tijd     | Grid | Punten |
| --- | ------------------ | ------------------- | -------- | ---- | ------ |
| 1   | Gerhard Waibel     | Seel                | 32"32'79 | 3    | 15     |
| 2   | Jorge Martínez     | Derbi               | +15'82   | 4    | 12     |
| 3   | Hubert Abold       | Krauser-LCR-Zündapp | +33'91   | 6    | 10     |
| 4   | Theo Timmer        | HuVo-Casal          | +38'16   | 9    | 8      |
| 5   | Stefan Dörflinger  | Krauser-LCR-Zündapp | +43'81   | 1    | 6      |
| 6   | Pier Paolo Bianchi | HuVo-Casal          | +53'03   | 5    | 5      |
| 7   | Gert Kafka         | Bakker-Sachs        | +1"17'99 | 14   | 4      |
| 8   | Paul Rimmelzwaan   | Harmsen             | +1"26'69 | 10   | 3      |
| 9   | Willem Heykoop     | HuVo-Casal          | +1"49'19 | 12   | 2      |
| 10  | Otto Machinek      | Kreidler            | +1"50'38 | 19   | 1      |
| 11  | Johann Auer        | Eberhardt           | +1"50'82 | 15   |        |
| 12  | Salvatore Milano   | Casal               | +2"09'91 | 17   |        |
| 13  | Bernd Rossbach     | Casal               | +2"10'87 | 22   |        |
| 14  | Ian McConnachie    | Arfryn              | +2"10'96 | 18   |        |
| 15  | Bruno Casanova     | Casal               | +2"19'29 | 23   |        |
| 16  | Rainer Kunz        | FKN                 | +3"34'62 | 7    |        |
| 17  | Massimo Fargeri    | Casal               | +1 ronde | 25   |        |
| 18  | Giuliano Tabanelli | BBFT                | +1 ronde | 28   |        |
| 19  | Jos van Dongen     | Sachs               | +1 ronde | 27   |        |
| 20  | Chris Baert        | Eberhardt           | +1 ronde | 20   |        |
| 21  | Steve Mason        | MBA                 | +1 ronde | 31   |        |
| 22  | Günter Schirnhofer | Honda               | +1 ronde | 34   |        |
| 23  | Reiner Koster      | Casal               | +1 ronde | 35   |        |

#### Niet gefinisht
| Coureur             | Merk       | Oorzaak   | Grid |
| ------------------- | ---------- | --------- | ---- |
| Hans Spaan          | HuVo-Casal | Val       | 2    |
| Hans-Jürgen Hummel  | Hummel     |           | 29   |
| Hans Müller         | Seel       | Val       | 11   |
| Zdravko Matulja     | Ziegler    |           | 16   |
| Mario Stocco        | Lusuardi   |           | 24   |
| Hans Koopman        | Kreidler   | Koppeling | 26   |
| George Looijesteijn | Casal      | Val       | 13   |
| Nicola Casadei      | Casal      |           | 32   |
| Reinhard Koberstein | Seel       |           | 21   |
| Serge Julin         | HuVo-Casal | Val       | 8    |
| Massimo De Lorenzi  | RB         |           | 33   |
| Pasquale Buonfante  | Kreidler   |           | 30   |
| Thomas Engl         | Sachs      |           | 36   |

### Top tien eindstand 80cc-klasse
| Pos. | Coureur             | Merk                                         | Ptn. |
| ---- | ------------------- | -------------------------------------------- | ---- |
| 1    | Stefan Dörflinger   | Krauser-LCR-Zündapp                          | 82   |
| 2    | Hubert Abold        | Krauser-Bakker-Zündapp / Krauser-LCR-Zündapp | 75   |
| 3    | Pier Paolo Bianchi  | HuVo-Casal                                   | 68   |
| 4    | Jorge Martínez      | Derbi                                        | 62   |
| 5    | Gerhard Waibel      | Seel                                         | 61   |
| 6    | Hans Spaan          | HuVo-Casal / Kreidler                        | 47   |
| 7    | Willem Heykoop      | HuVo-Casal                                   | 29   |
| 8    | Hans Müller         | hs / Bakker-Sachs / Seel                     | 18   |
| 9    | George Looijesteijn | HuVo-Casal                                   | 16   |
| 10   | Theo Timmer         | HuVo-Casal                                   | 13   |

## Trivia
Leuk weekend
Jacques Cornu had niet alleen een goed weekend vanwege zijn derde plaats in de 250cc-race. Zaterdag voor de race was hij vader geworden van een dochter. 
Afscheid
Een aantal coureurs nam in Mugello afscheid van de motorsport op dit niveau: Eugenio Lazzarini, die een toekomst als teammanager voor zich zag, en Hans Müller, die zich wilde gaan richten op zijn eigen garagebedrijf. 
1981 · 1982 · 1983 · 1984 · 1985 · 1986 · 1987 · 1991 · 1993 · 2007 · 2008 · 2009 · 2010 · 2011 · 2012 · 2013 · 2014 · 2015 · 2016 · 2017 · 2018 · 2019 · 2020 · 2021 · 2022 · 2023 · 2024 · 2025